# Olympische Sommerspiele 1988/Teilnehmer (Birma)
| Gelbes Symbol für Goldmedaillen mit stilisierten Olympischen Ringen | Graues Symbol für Silbermedaillen mit stilisierten Olympischen Ringen | Braundes Symbol für Bronzemedaillen mit stilisierten Olympischen Ringen |
| ------------------------------------------------------------------- | --------------------------------------------------------------------- | ----------------------------------------------------------------------- |
| —                                                                   | —                                                                     | —                                                                       |

Birma nahm an den Olympischen Sommerspielen 1988 in Seoul, Südkorea, mit einer Delegation von zwei Sportlern (allesamt Frauen) teil.

## Teilnehmer nach Sportarten

### Leichtathletik
- Khin Khin Htwe
Frauen, 1500 Meter: Vorläufe
Frauen, 3000 Meter: Vorläufe

- Mar Mar Min
Frauen, Marathon: DNF